# Samuel Hartlib
Samuel Hartlib (1600 – 1662) foi um pensador, polímata e educador inglês.